# Peter Higgins
Peter Higgins (Francis Peter Higgins; * 16. November 1928 in Stockton-on-Tees; † 8. September 1993) war ein britischer Sprinter.
Bei den British Empire and Commonwealth Games 1954 in Vancouver gewann er mit der englischen Mannschaft Gold in der 4-mal-440-Yards-Staffel.
1956 erreichte er bei den Olympischen Spielen in Melbourne über 400 m das Halbfinale. In der 4-mal-400-Meter-Staffel holte er mit dem britischen Quartett in der Besetzung John Salisbury, Wheeler, Higgins und Derek Johnson die Bronzemedaille.
1957 wurde er britischer Meister über 440 Yards.